# Нокдаун (фільм, 1989)
«Нокдаун» — радянський художній фільм 1989 року, знятий режисером Тинчиликом Раззаковим на кіностудії «Киргизфільм».

## Сюжет
Любовна драма на тлі спортивних змагань та психологічних потрясінь молодого боксера Даїра, який одного разу втратив зір.

## У ролях
- Бекзод Мухаммадкарімов — Даїр
- Венера Нігматуліна — Адінай
- Чолпонбек Базарбаєв — Анвар Султанович
- Куляй Мураталієва — мати Даїра
- Ашир Чокубаєв — Жанузак
- Акжолтой Кочкорбаєва — Шаїркуль
- Денізбек Чалапінов — Ісманов
- Євген Попов — Трофімов
- Ідріс Ногайбаєв — професор Абаєв
- К. Каніметова — дружина Абаєва
- А. Разуваєв — майор Князєв
- Давлет Нургазієв — сержант Рахмалов
- Рустам Юсупов — син Даїра
- П. Матомбе — Джон Сміт
- М. Шаріпов — Віктор
- Ментай Утепбергенов — епізод
- Уайс Султангазін — епізод
- А. Кулбаєв — епізод
- М. Байсеркенов — епізод
- Т. Дулатов — епізод
- С. Борисов — епізод

## Знімальна група
- Режисер — Тинчилик Раззаков
- Сценарист — Мар Байджиєв
- Оператор — Абільтай Кастєєв
- Композитор — Віктор Сумароков
- Художник — Азім Торобеков